# 15-ös busz (Békéscsaba)
A békéscsabai 15-ös jelzésű autóbusz a Malom tér és Mezőmegyer között közlekedett. A viszonylatot a Körös Volán üzemeltette.

## Útvonala
Mai utcanevekkel
| Mezőmegyer felé                                                                                             | Malom tér felé                                                                                              |
| --- | --- |
| Malom tér vá. – Széchenyi utca – Baross utca – Berényi út – Kossuth utca – Október 23. tér – Mezőmegyer vá. | Mezőmegyer vá. – Október 23. tér – Kossuth utca – Berényi út – Baross utca – Széchenyi utca – Malom tér vá. |

## Megállóhelyei 1990-ben
| 0  | Malom tér végállomás                       | 15 |
| 1  | Körös Hotel                                | 14 |
| 3  | Rózsa Ferenc tér                           | 12 |
| 5  | Békési út                                  | 10 |
| 6  | Lenkey utca                                | 9  |
| 7  | Rövid utca                                 | 8  |
| 8  | Bútoripari Szövetkezet                     | 7  |
| 10 | KM üzemmérnökség                           | 5  |
| 13 | Mezőmegyer sportpálya                      | 2  |
| 14 | Magyar–Szovjet Barátság Termelőszövetkezet | 1  |
| 15 | Mezőmegyer végállomás                      | 0  |